# Pfarrkirche Au (Vorarlberg)

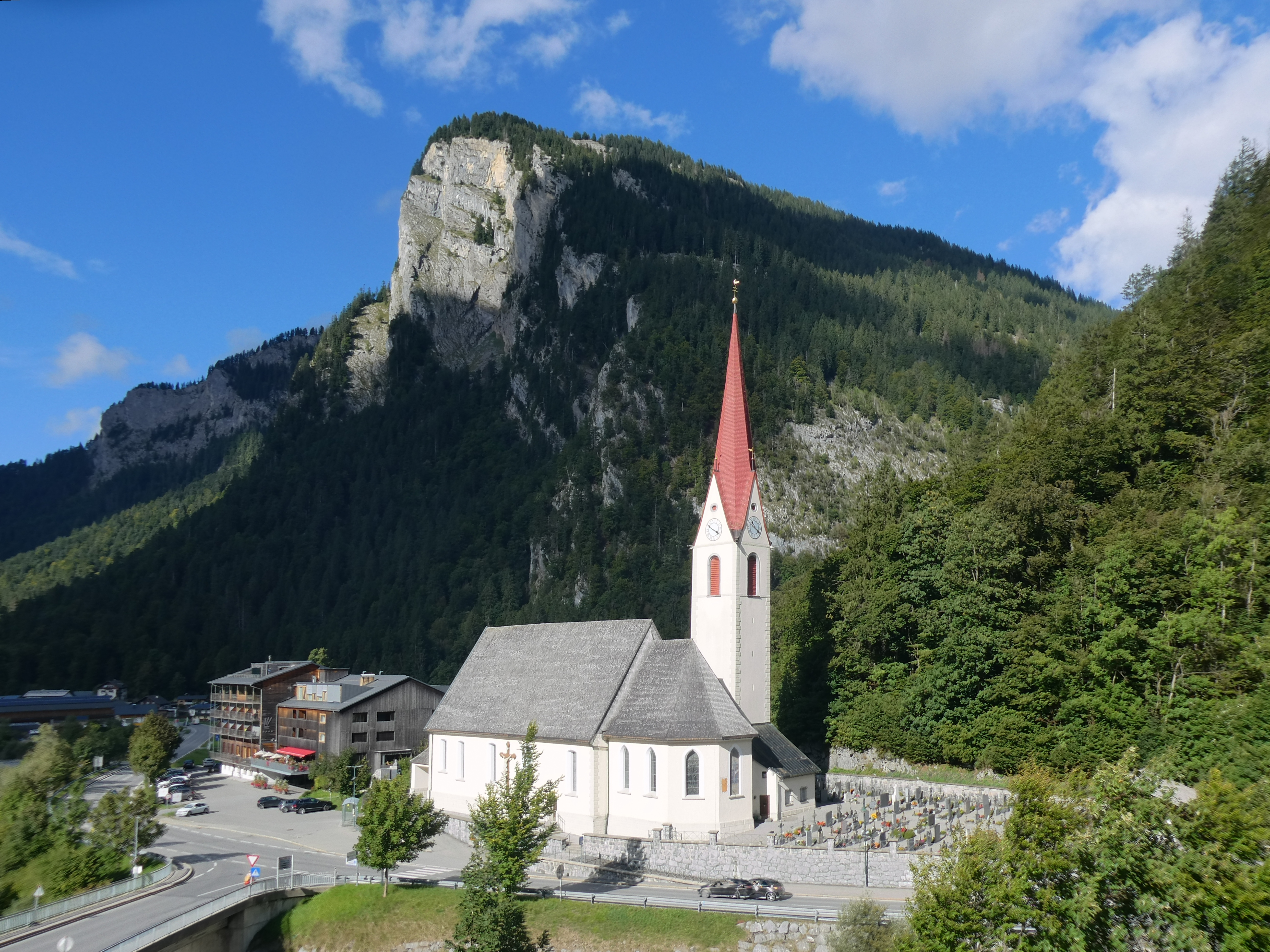
Katholische Pfarrkirche St. Leonhard in Au im Bregenzerwald

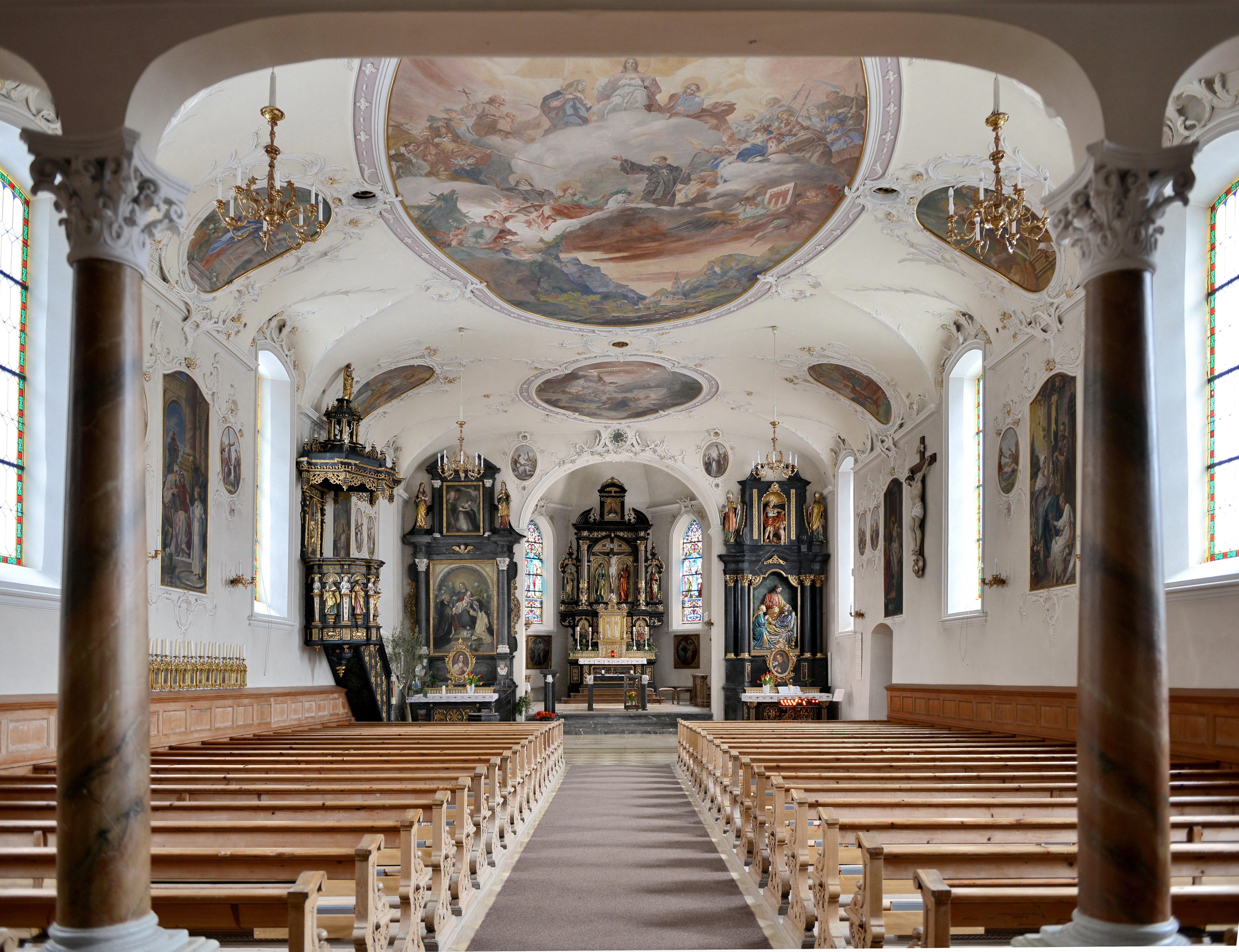
Im Langhaus zum Chor

Die römisch-katholische Pfarrkirche Au in Vorarlberg steht in der Gemeinde Au im Bregenzerwald. Die dem heiligen Leonhard von Limoges geweihte Pfarrkirche gehört zum Dekanat Hinterwald der Diözese Feldkirch. Die Kirche steht unter Denkmalschutz.

## Geschichte
Zur ursprünglichen Filiale von Reuthe wurde 1372 eine Kapelle genannt, 1390 erfolgte die Erhebung zur Pfarre. 1391 wurde die Pfarrkirche geweiht und 1443 erweitert. 1494 erfolgte ein Neubau, welcher 1788 verlängert wurde. Von 1922 bis 1924 erfolgte eine Restaurierung. 1981/1982 wurde die Kirche außen und 1982/1983 innen restauriert.

## Architektur
Die Kirche ist im Nordosten von einem ummauerten Friedhof umgeben. Die gotische Kirche wurde im Ende des 18. Jahrhunderts barock verlängert.
Das Langhaus und der eingezogene Chor ohne plastische Gliederung stehen auf einem hohen gemauerten Sockelband. Die südliche Langhauswand hat ein Flachbogenportal. Die Giebelfassade mit einer gemauerten Vorhalle unter einem Walmdach mit Dreiecksgiebel hat ein gekehltes Spitzbogenportal mit dem Wappenstein Vorarlberg im Scheitel. Das Rundbogenportal zum Langhaus hat Holztüren mit Reliefs Katharina links und Leonhard rechts von Gebhard Moosbrugger (1922). Der Nordturm trägt einen Giebelspitzhelm. Östlich am Turm steht ein zweigeschoßiger Sakristeianbau unter einem Pultdach.
Der Saalraum unter einem Flachtonnengewölbe mit kurzen Stichkappen hat je Längsseite fünf Flachbogenfenster mit Stuckbekrönung. Die gerade Westempore steht auf zwei Säulen. Der eingezogene Chorbogen hat eine Stuckbekrönung mit einer Uhr. Der eingezogene Chor mit einem Dreiachtelschluss hat ein Flachtonnengewölbe mit kurzen Stichkappen.

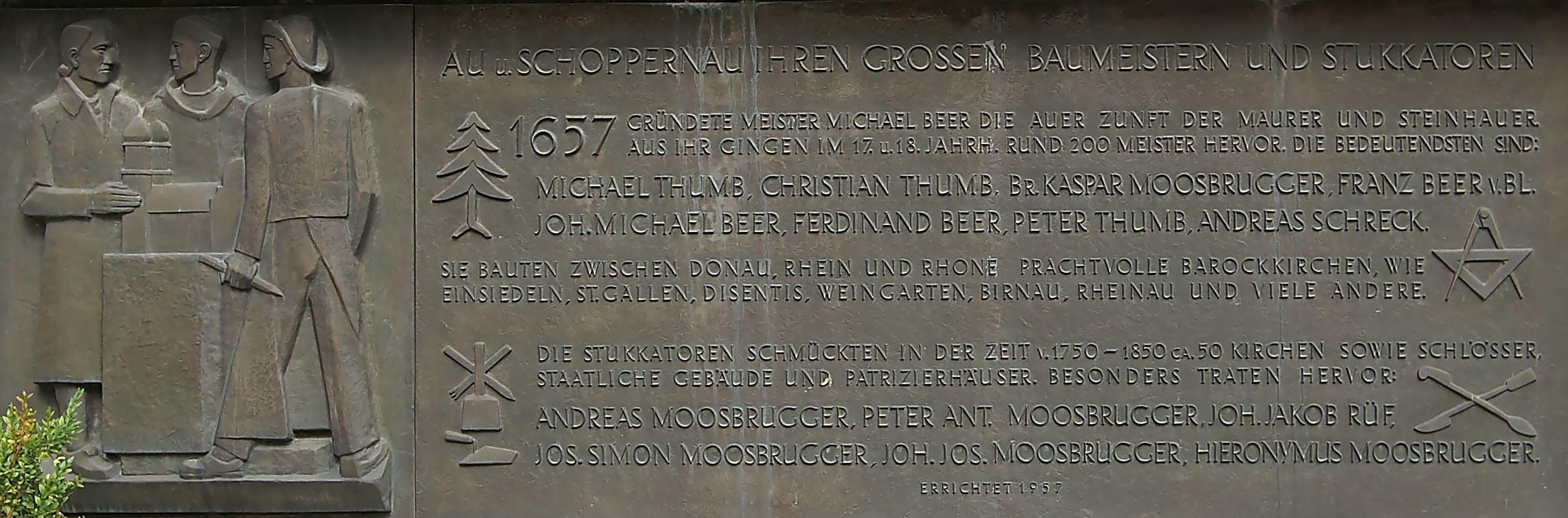
Gedenktafel für die Auer Zunft

Das Fresko im Chor mit der Darbringung im Tempel malte Johann Jakob Spieler (1778). Die Fresken im Langhaus zeigen Vorarlbergia sancta und die Grablegung Christi, in Stichkappenzwickeln hl. Elisabeth, hl. Agnes und Schutzengel links und den seligen Hermann Josef, hl. Aloysius, hl. Isidor rechts, rückwärts in Kartuschen sind Putten mit Musikinstrumenten. Den reichen Stuck schuf Johann Jakob Rüf (1778). Die Glasgemälde Joachim, Anna und Jesus im Tempel im Chor schuf die Tiroler Glasmalereianstalt.
Das Kriegerdenkmal schuf 1934 Kaspar Albrecht. Eine Gedenktafel zur Auer Zunft schuf 1957 Kaspar Albrecht.

## Ausstattung
Der Hochaltar mit einem Aufbau von Marggraf und Bertle um 1890 trägt ein Kruzifix mit Maria und Johannes und zeigt Altarbilder als Wechselbilder: Auferstehung Christi und Guter Hirte von Wendelin Moosbrugger. Unter der Mensa ist eine Reliquie des hl. Pius.
Den linken Seitenaltar mit zwei Säulen, geradem Gebälk und gleichem Aufsatz aus Auer (Schnepfauer) Marmor schufen Hans Natter und Bartholomäus Schreck (1652) nach einer Stiftung der Gemeinde Au. Er zeigt das Altarbild Rosenkranzmadonna mit den Hll. Dominikus und Katharina von Siena von Josef Reich (1925) und ein Oberbild hl. Katharina (1652). Den rechten Seitenaltar baute Rudolf Ober (1725), er trägt das Altarrelief Tod des Josef vom Bildhauer Dominikus Trenkwalder (1885) und hat am Sockel Reliefs von König David und dem hl. Jakobus.
Der Taufstein aus Marmor ist aus 1652. Die Kreuzwegstationen in Stuckmedaillons sind aus dem 17. Jahrhundert. Die Kanzel mit Figuren der Evangelisten schuf Michael Lechleitner (1669). Die Beichtstühle im Chor schuf Johann Michael Kaufmann (1792). Die Emporenbrüstung zeigt Gemälde hl. Cäcilia und Engel. Es gibt im Chor und Langhaus Gemälde in Ovalmedaillons der Maler Martin von Feuerstein und Karl Wurm (1923). Den Volksaltar schuf Herbert Albrecht (1983).

## Orgel

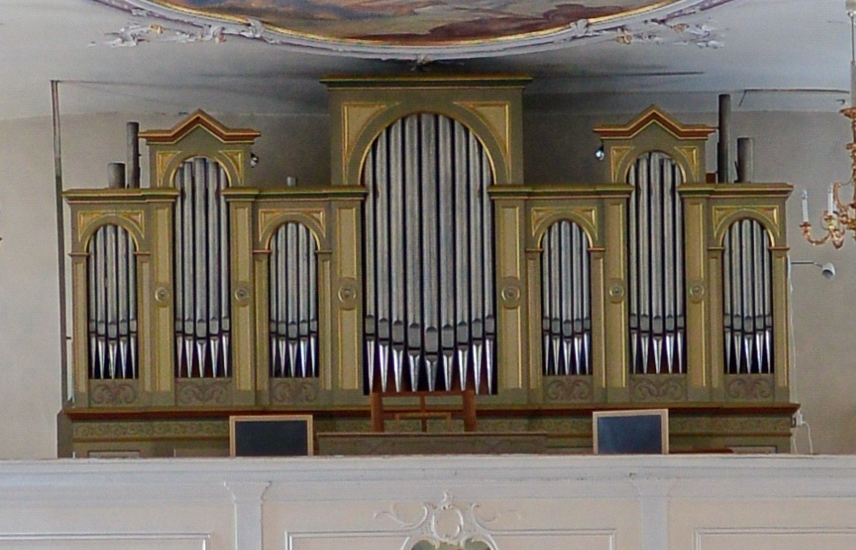
Orgelprospekt auf der Empore

Die Orgel wurde im Jahr 1800 von dem Elsässer Orgelbauer Joseph Bergöntzle (1754–1819) erbaut, der überwiegend im Elsass und in Vorarlberg tätig war. Das Instrument wurde 1893 von Anton Behmann umgebaut.